# Lepturdrys
Lepturdrys es un género de escarabajos longicornios de la tribu Acanthocinini que contiene una sola especie, Lepturdrys novemlineata. La especie fue descrita por Gilmour en 1960.
Se distribuye por Brasil y Bolivia.